# Beaver Crossing
Beaver Crossing é uma vila localizada no estado americano de Nebraska, no Condado de Seward.

## Demografia
Segundo o censo americano de 2000, a sua população era de 457 habitantes. 
Em 2006, foi estimada uma população de 442, um decréscimo de 15 (-3.3%).

## Geografia
De acordo com o United States Census Bureau, a localidade tem uma área de 1,7 km², sem área coberta por água. Beaver Crossing localiza-se a aproximadamente 447 m acima do nível do mar.

## Localidades na vizinhança
O diagrama seguinte representa as localidades num raio de 20 km ao redor de Beaver Crossing. 